# Farkas Károly (szocialista)
Farkas Károly (Resicabánya, 1842. augusztus 12. – Budapest, 1907. február 16.) szocialista politikus, munkásvezető, vasmunkás.

## Élete
Vezető szerepet töltött be a Magyarországi Általános Munkáspárt, illetve a Munkásképző Egyletben, az ő nevéhez fűződik az Általános Munkás Beteg és Rokkant Pénztár megalapítása 1870-ben. Az I. Internacionálé Hágában tartott kongresszusán a hagyományos marxizmus mellett állt ki, s bírálta az anarchistákat. A hűtlenségi perben vádlott volt, miután kiszabadult Frankel Leót segítette a Magyarországi Általános Munkáspárt létrehozásában. 1873-ban Ihrlinger Antaltal közösen adta ki a Munkás Heti Krónika című periodikát. Az 1890-es években Engelmann Pál támogatója volt, később pedig az általa létrehozott munkásbiztosító pénztár fejlesztésében vállalt szerepet.